# Kim Edri
Kim Edri (Sderot, 1992) è una modella israeliana, incoronata Israel’s maiden of Beauty o Miss Universo Israele nel 2011. Si tratta del titolo che va alla seconda classificata a Miss Israele, concorso che si è tenuto il 29 marzo 2011.
La modella ha quindi guadagnato il diritto di rappresentare l'Israele in occasione di Miss Universo 2011, che si è tenuto a São Paulo, in Brasile, il 12 settembre 2011.